# コルベイユ条約 (1326年)
コルベイユ条約（コルベイユじょうやく、英語: Traety of Corbeil、フランス語: Traité de Corbeil）は、1326年にフランス王国のコルベイユ＝エソンヌで締結された、フランスとスコットランド王国の条約。条約により、両国の「古い同盟」が更新され、片方がイングランド王国に攻撃された場合は両国ともイングランドに宣戦布告するという義務を確認した。当時のスコットランド王はロバート1世だったが、条約におけるスコットランド代表は初代マリ伯トマス・ランドルフだった。